# Non ho paura di vivere
Non ho paura di vivere è un film del 1952 diretto da Fabrizio Taglioni.

## Trama
Vezio è un orfano diciassettenne, succube del patrigno. Viene arrestato per furto, ma una volta che esce dal riformatorio non rivela al complice dove ha nascosto il bottino e quindi viene pesantemente malmenato. In seguito viene accolto nella famiglia di un onesto benzinaio.